# Rio Fierarul (Cormoş)
O Rio Fierarul (Cormoş) é um rio da Romênia, afluente do Cormoş, localizado no distrito de Covasna.